# Koroljow (Schiff)
Die Koroljow (russisch Королёв) ist ein Landungsschiff des Projekt 775 mod. III (Ropucha-II-Klasse) der russischen Marine. Benannt ist die Koroljow nach der russischen Großstadt Koroljow, die sich rund 20 Kilometer nordöstlich von Moskau befindet, respektive nach Sergei Pawlowitsch Koroljow, einem Raketenkonstrukteur dessen Name diese Stadt trägt. 

## Geschichte
Die spätere Koroljow wurde am 12. Februar 1990 auf der Werft Stocznia Północna im polnischen Danzig für die sowjetische Marine auf Kiel gelegt. Der Stapellauf erfolgte am 16. November 1990 als BDK-61 (БДК-61) und die Indienststellung 5. Januar 1992 für die Baltische Flotte der russischen Marine.
Im Rahmen des russischen Truppenaufbaus vor dem Überfall auf die Ukraine im Februar 2022 verlegte die russische Marine fünf zuvor in anderen Einsatzgebieten stationierte Schiffe der Ropucha-Klasse in das Schwarze Meer (Minsk, Koroljow, Kaliningrad (alle drei Baltische Flotte), Georgi Pobedonosez und Olenegorski Gornjak (beide Nordflotte)).